# Первенство России по современному пятиборью среди юниоров 2014
Первенство России по современному пятиборью среди юниоров 2014 года прошло в городе Уфе, Республика Башкортостан. 
На заключительном соревновании юниорского сезона приняли участие юноши и девушки из 9 регионов страны и городов. Разыграно шесть комплектов наград (личное, командное первенство и эстафеты). 
В соревнованиях девушек с большим преимуществом победила петербурженка Анастасия Петрова, которая очень ровно прошла весь турнир. Она выиграла фехтование и плавание, показала максимальный результат в верховой езде, формально оставшись в этом виде программы второй и лишь в комбайне заняла четвертое место, но перед этим видом программы её преимущество было очень большим. В итоге серебряную медалистку, представительницу Самары Екатерину Вдовенко Петрова опередила на 36 секунд.
Вдовенко стала самой титулованной участницей турнира. К личному «серебру» она добавила два «золота», которые она выиграла вместе со своими подругами по команде Самарской области Анной Беляевой и Екатериной Макаровой в командном первенстве и в эстафете.
В соревнованиях у юношей не остались без «золота» и хозяева турнира. Победитель личных соревнований среди юношей Лев Колязов совсем недавно переехал в Москву, а до этого выступал за Башкортостан.

## Юниоры (юноши)
- Личное первенство.

| Место | Спортсмен              | Город, Республика     | Сумма |
| 1.    | Лев Колязов            | Москва Башкортостан   | 1494  |
| 2.    | Николай Дудко          | Москва                | 1480  |
| 3.    | Леонид Остромогольский | Москва                | 1475  |
| 4.    | Виталий Иванов         | Краснодарский край    | 1466  |
| 5.    | Борис Кокряков         | Нижегородская область | 1454  |
| 6.    | Бардышев Вячеслав      | Москва                | 1448  |

- Командное первенство.

1. Москва (Леонид Остромогольский, Бардышев Вячеслав, Иван Ласкателев) — 4341.
2. Самарская область (Андрей Васильев, Дмитрий Иванычев, Денис Долгинов) — 3999.
3. Санкт-Петербург (Александр Кукарин, Юрий Герасименко, Артур Ширинов) — 3998.
4. Краснодарский край — 3993.
5. Ростовская область — 3787.
6. Нижегородская область — 3726.

- Эстафета.

1. Санкт-Петербург (Александр Кукарин, Юрий Герасименко, Артур Ширинов) — 1637.
2. Москва-1 (Бардышев Вячеслав, Иван Ласкателев, Даниил Главатских) — 1601.
3. Москва-2 (Антон Дудко, Николай Дудко, Леонид Остромогольский) — 1583.
4. Самарская область-2 — 1560.
5. Ростовская область — 1559.
6. Краснодарский край — 1533.

## Чемпионат России среди юниоров(девушки).
- Личное первенство.

| Место | Спортсмен          | Город, Республика | Сумма |
| 1.    | Анастасия Петрова  | (Санкт-Петербург) | 1389  |
| 2.    | Екатерина Вдовенко | Самарская область | 1353  |
| 3.    | Полина Матюхевич   | Москва            | 1307  |
| 4.    | Вероника Ефимова   | Башкортостан      | 1274  |
| 5.    | Ангелина Марочкина | Санкт-Петербург   | 1266  |
| 6.    | Ульяна Баташова    | Башкортостан      | 1254  |

- Командное первенство.

1.  Самарская область (Вдовенко Екатерина, Анна Беляева, Екатерина Макарова) – 3649.
2.  Башкортостан (Ефимова Вероника, Баташова Ульяна, Кристина Попова) – 3568.
3.  Москва (Матюхевич Полина, Евгения Денисова, Александра Саввина) – 3558.
4.  Санкт-Петербург – 3530.
5.  Нижегородская область – 3271.
6.  Московская область – 2998 .
- Эстафета.

1.  Самарская область (Вдовенко Екатерина, Анна Беляева, Екатерина Макарова) – 1392.
2.  Санкт-Петербург (Петрова Анастасия, Марочкина Ангелина, Мария Волегова) – 1366.
3.  Москва-1 (Матюхевич Полина, Саввина Александра, Карина Зайдуллина) – 1336.
4.  Москва-2 – 1320.
5.  Московская область – 1264.
6.  Нижегородская область – 1263.